# Psychodidae
Gli psicòdidi (Psychodidae Newman, 1834) sono una famiglia cosmopolita di insetti dell'ordine dei Ditteri (Nematoceri: Psychodomorpha).

## Nomi

### In italiano
Gli adulti della sottofamiglia dei Phlebotominae sono noti con il nome di flebotomi o, in senso esteso, con i nomi di pappataci o serapiche.

### In altre lingue
Per l'aspetto e il denso rivestimento villoso e per la postura assunta in fase di riposo, gli psicodidi della sottofamiglia Psychodinae in inglese sono spesso chiamati moth flies, "mosche falene".
In inglese ricorrono spesso anche altri nomi comuni associati al comportamento di questi insetti. Ad esempio, gli psicodini sono spesso denominati anche filter flies ("mosche dei filtri"), facendo riferimento all'insediamento delle larve nei filtri di depurazione delle acque reflue; i Phlebotominae sono invece comunemente denominati sand flies ("mosche della sabbia"). Quest'ultima denominazione, usata anche per i Ceratopogonidae, si riferisce al fatto che gli adulti dei flebotomi emergono spesso dalla sabbia in seguito allo sfarfallamento dopo essersi sviluppati nella tana di un roditore o di un altro piccolo animale.

## Descrizione

### Adulto
La famiglia, morfologicamente eterogenea, presenta diversi caratteri tipici dei nematoceri primitivi, di cui risaltano l'assenza degli ocelli e la complessità della nervatura alare. Gli adulti sono piccoli moscerini di 1-5 mm di lunghezza non in grado di pungere, con corpo ricoperto da squame e setole. La livrea è generalmente bianco-grigiastra o bruno-nerastra.
Il capo è privo di ocelli, ha occhi separati e porta antenne verticillate, composte quasi sempre da 14 o 16 articoli, da 32 in Bruchomyia, da circa 110 in Eutonnoiria. Gli articoli del flagello presentano rigonfiamenti a bulbo, detti ascoidi, che portano setole disposte a verticillo; nel complesso la forma delle antenne è moniliforme-verticillata. L'apparato boccale è in genere di tipo succhiante non perforante, con appendici boccali brevi, ma nelle sottofamiglie Phlebotominae, Sycoracinae e Horaiellinae, le femmine hanno apparato pungente-succhiante, con mandibole denticolate e taglienti e mascelle allungate e quasi stilettiformi e appendici boccali, nel complesso, lunghe quanto l'altezza del capo. I palpi mascellari sono composti da 3-5 articoli
Il torace presenta un singolare sviluppo del terzo segmento (metatorace) che si proietta posteriormente ricoprendo in parte l'addome. Le zampe sono moderatamente lunghe oppure sottili e allungate. Le ali sono caratterizzate da un completo sviluppo delle ramificazioni della radio e della media. Forma e postura cambiano secondo la sottofamiglia: nei Phlebotominae sono relativamente strette, hanno il margine apicale ottuso e in posizione di riposo sono tenute verticalmente; negli altri Psychodidae sono invece brevi e larghe, hanno il margine apicale acuto o appuntito e in posizione di riposo sono ripiegate a tetto sull'addome.
La nervatura alare è in generale caratterizzata dal marcato sviluppo delle ramificazioni delle vene della regione remigante anteriore e intermedia (radio e media), a fronte di una semplificazione di quelle della regione remigante posteriore e di quella anale (cubito e anale); le vene trasversali sono localizzate alla base dell'ala, che appare perciò percorsa solo da nervature longitudinali disposte a ventaglio. Una frangia di setole riveste l'intero margine e setole lunghe sono abbondantemente disposte anche lungo le nervature. La membrana è nuda e trasparente o più o meno mascherata dalla fitta peluria. Sono spesso presenti maculature scure in corrispondenza delle nervature. La struttura della nervatura e il rivestimento villoso sono caratteri che limitano fortemente la funzionalità delle ali, rendendo questi ditteri mediocri volatori.
La costa si estende lungo l'intero margine, mascherata dalla frangia di setole. La subcosta è moderatamente lunga (Bruchomyiinae, Phlebotominae), ma in genere è piuttosto breve. Può essere completa e in tal caso raggiunge il margine costale, oppure incompleta. In genere, con l'eccezione degli Psychodinae, alla sua estremità distale è presente la vena trasversale subcostale-radiale (sc-r); diversi Autori considerano questa vena il ramo posteriore della subcosta e indicano perciò i due rami terminali come Sc1 (quando è presente) e Sc2. Il ramo Sc1 può essere completo (alcuni Bruchomyiinae, Trichomyiinae) oppure incompleto o assente (Ulomyia, Phlebotominae, alcuni Bruchomyiinae).
La radio presenta in genere tutte le ramificazioni distinte, composte dal ramo anteriore (R1) e dalle ramificazioni del settore radiale, in genere quattro oppure, per la mancata divisione di R2+3, tre (Trichomyiinae, Sycoracinae, Horaiellinae). Tutti i rami della radio confluiscono sul margine dell'ala fra la metà distale e poco oltre l'apice. Differenze ricorrono anche nella successione delle divisioni del settore radiale, che appare suddiviso dicotomicamente oppure pettinato: 
- nei Phlebotominae il settore radiale (Rs) si divide in due branche, di cui quella posteriore origina il ramo R5 e quella anteriore, in due distinte biforcazioni, origina prima R4 e poi R3 e R2;
- nei Bruchomyiinae e negli Psychodinae, si divide in due rami, che a loro volta subiscono entrambi una biforcazione originando anteriormente R2 e R3 e posteriormente R4 e R5.

Le biforcazioni della radio sono in genere localizzate alla base dell'ala o, al massimo, entro la prima metà; fa eccezione la biforcazione del ramo R2+3, localizzata in corrispondenza della metà dell'ala o in posizione più distale. Nei Trichomyiinae, nei Sycoracinae e negli Horaiellinae il ramo R2+3 è indiviso ma differisce la successione delle biforcazioni e, di conseguenza, la derivazione di R4: nelle prime due sottofamiglie, il settore radiale si divide in R2+3+4 e R5, con R4 che trae origine dalla branca anteriore, negli Horaiellinae si divide invece in R2+3 e R3+4, con R4 che trae origine dalla branca posteriore.
La cubito si divide in due rami: il primo (CuA1) è relativamente lungo, il secondo (CuA2) è relativamente lungo nella generalità degli Psychodinae e in Trichomyia, oppure subisce una curvatura verso il margine anale confluendovi dopo un preve percorso, come avviene nella generalità dei Bruchomyiinae, dei Phlebotominae e dei Sycoracinae. Le nervature anali, infine, sono marcatamente ridotte o del tutto assenti.
La nervatura radio-mediale (r-m) è sempre presente, perciò si forma una cellula basale, compresa fra la base della radio e quella della media, da cui trae origine l'ultimo ramo della radio (R5). La lunghezza di questa cellula può variare secondo il percorso delle nervature, ma in generale non si estende oltre la prima metà prossimale dell'ala o, addirittura, può localizzarsi alla base dell'ala (Psychodinae). La presenza di una seconda cellula basale, compresa fra la base della media e la base della cubito è subordinata alla connessione dell'ultimo ramo della media (M3) con il primo ramo della cubito. Questa cellula è in generale aperta negli Psychodinae e nei Phlebotominae, nei quali media e cubito sono nettamente separate, mentre nelle altre sottofamiglie è più o meno evidente una cellula chiusa, anche se più breve di quella anteriore. La chiusura della seconda cellula basale è dovuta alla fusione, per un brevissimo tratto, di M3 con CuA1 oppure alla presenza della vena trasversa medio-cubitale (m-cu).
L'addome è moderatamente allungato o tozzo. Gli ultimi due uriti dell'addome dei maschi formano l'ipopigio, una struttura riproduttiva caratterizzata dalla torsione a 180° lungo l'asse longitudinale.

### Stadi giovanili
Le larve sono apode ed eucefale, con corpo di varia forma ma generalmente allungato, cilindrico o più o meno appiattito e fusiforme. Sono presenti due paia di stigmi, uno toracico e uno addominale; possono essere presenti sifoni respiratori (Psychodinae) oppure lunghe setole caudali, in numero di quattro (Phlebotominae).
La pupa è allungata, di aspetto simile a quelle dei Tipulomorpha, negli Psychodinae fornita di due tubi respiratori dorsali nel cefalotorace.

## Habitat e biologia
Le larve, saprofaghe, si rinvengono in luoghi molto umidi ricchi di materiale organico in decomposizione. La gamma di microambienti colonizzati è larghissima: possono rinvenirsi nelle lettiere vegetali, nel legno marcescente e nei terreni molto umidi, negli escrementi, talvolta anche nei cadaveri di animali in decomposizione.
Le larve dei Phlebotominae colonizzano spesso in microambienti dove le condizioni ambientali, in termini di temperatura e umidità si mantengono stabilmente su valori ottimali. Tali condizioni si creano soprattutto nei cavi degli alberi, nei termitai e nei nidi e nelle tane di piccoli animali. Le larve degli Psychodinae in possesso di sifoni respiratori possono trovarsi anche in ambienti prettamente acquatici o semiacquatici o riconducibili a questi, come i fitotelmi, le acque reflue non depurate, i sifoni e i pozzetti idraulici dei servizi igienici civili e domestici, ecc.
Gli adulti degli Psychodidae, in generale, non si nutrono o probabilmente hanno una dieta glicifaga. Fa eccezione la maggior parte delle specie dei Phlebotominae e dei Sycoracinae, nelle quali la femmina deve assumere un pasto di sangue per portare a maturazione le uova. A differenza dei Phlebotominae, che attaccano anche i mammiferi, compreso l'uomo, le femmine dei Sycoracinae sono ematofaghe solo a spese degli anfibi. Gli adulti degli Psychodidae frequentano ambienti umidi, in particolare laddove si riscontra una particolare presenza di materiale organico in decomposizione. Gli adulti le cui larve si sviluppano negli scarichi dei sanitari si rinvengono facilmente dentro le costruzioni, dopo lo sfarfallamento, soprattutto se gli ambienti sono umidi e malsani. Fra le specie che frequentano ambienti domestici si citano Tinearia alternata, Psychoda phalaenoides e Phlebotomus papatasi. Quest'ultimo, noto con il nome comune di pappataci, può addirittura essere raro in ambienti naturali. Frequente è anche la presenza nei ricoveri zootecnici poco aerati e malsani.
Il ciclo di sviluppo dura, secondo la specie e le condizioni ambientali, 1-4 settimane, mentre gli adulti hanno una vita media di due settimane. Gli Psychodidae sono pessimi volatori e si spostano compiendo voli incerti e brevissimi, simili a salti. Stazionano generalmente su superfici di varia natura e frequentemente si possono rinvenire sulle pareti nei servizi igienici e nelle cantine. La loro presenza è in ogni modo un sintomo di scarse condizioni igieniche.

## Danni

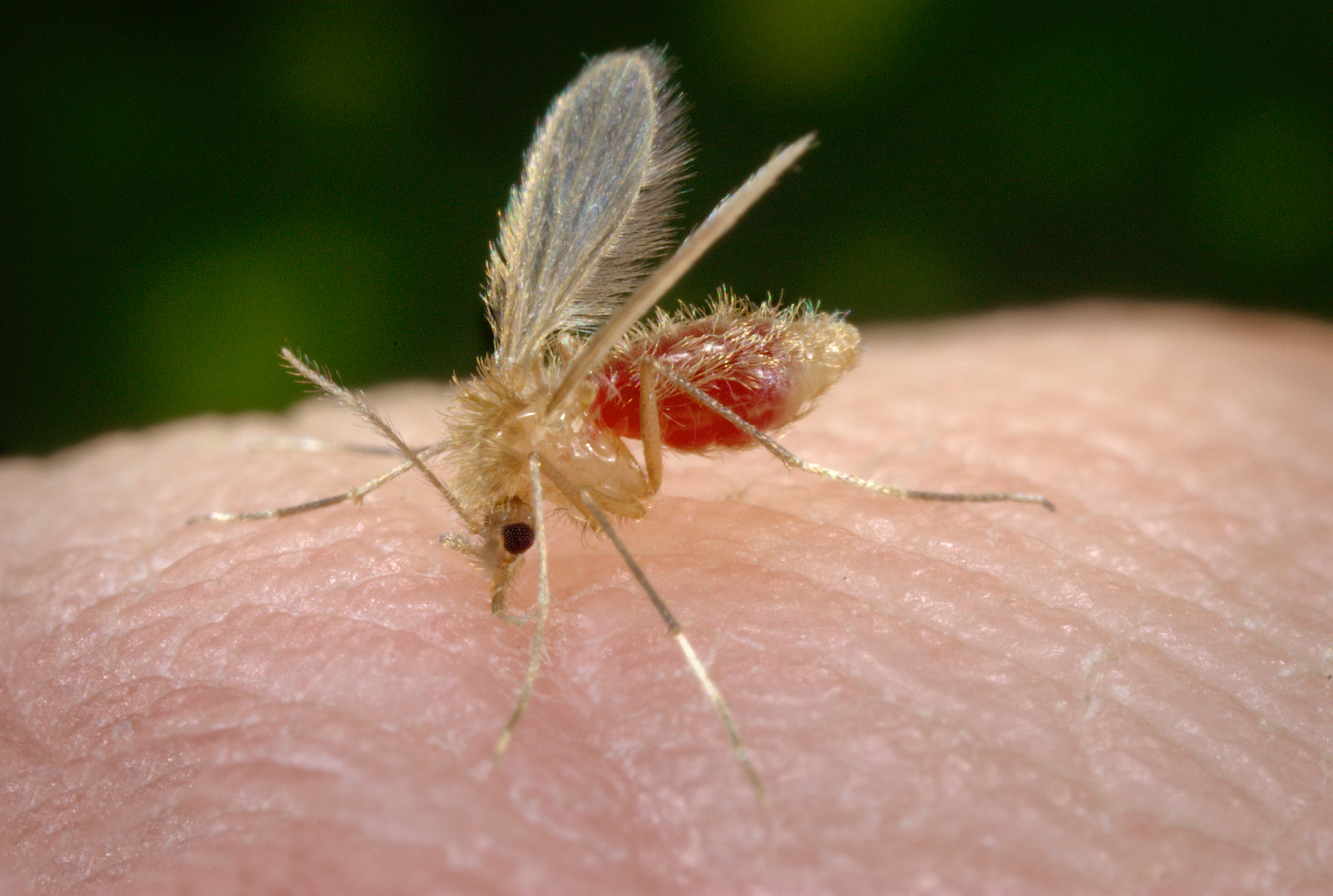
Il comune "pappatacio" (Phlebotomus papatasi).

Per il comportamento delle larve e degli adulti, la generalità della famiglia può ritenersi poco dannosa, fatta eccezione per le specie in qualche modo associate all'uomo. In questi casi, la dannosità si manifesta in due differenti forme:
- specie dannose allo stadio di larva;
- specie dannose allo stadio adulto.

Le larve possono rappresentare un elemento di danno quando si insediano negli scarichi dei reflui domestici o civili. Possono infatti raggiungere densità tali da ostruire i filtri di depurazione o le condutture. Sotto l'aspetto medico non costituiscono un particolare problema, tuttavia sono segnalate patologie causate accidentalmente dagli Psychodidae che colonizzano questi ambienti: l'ingestione accidentale di larve, possibile in condizioni igieniche precarie, causa miasi intestinali che si manifestano sotto forma di colite e l'inalazione di frammenti del corpo degli adulti, possibile per le persone che operano in locali dove è abbondante la loro presenza, può causare l'insorgenza di affezioni asmatiche. A prescindere da questi casi accidentali, tuttavia, il danno causato dagli Psychodidae si identifica nell'attività di alimentazione delle femmine ematofaghe e, quindi, limitatamente alle specie dei Phlebotominae associate all'uomo o agli animali domestici.
La puntura dei flebotomi può essere particolarmente dolorosa e l'iniezione della saliva causa reazioni allergiche che si manifestano con febbre e cefalea. Oltre al danno diretto, va citato, per la sua maggiore rilevanza, il danno indiretto dovuto alla trasmissione di agenti patogeni quali virus, batteri e protozoi. Le affezioni trasmesse dalla puntura dei pappataci sono frequenti nelle regioni mediterranee.
L'affezione virale è detta febbre da pappataci o febbre dei tre giorni, ma è nota anche - nelle sue varianti - con diversi altri nomi comuni (febbre di Sicilia, febbre di Napoli, ecc.). È causata da RNA virus della famiglia Bunyaviridae, ascrivibili soprattutto al genere Phlebovirus. La patologia ha in genere un decorso benigno che si manifesta con febbre alta, cefalea e dolori articolari, ma alcune varianti possono provocare anche encefaliti. Il virus ospitato dalle femmine infette può essere trasmesso alla discendenza attraverso le uova (trasmissione transovarica), perciò l'infezione può propagarsi per più generazioni anche senza il passaggio delle femmine su individui infetti.
L'affezione batterica è causata da germi del genere Bartonella e si contrae in più varianti, genericamente indicate con il termine bartonellosi, che si manifestano con differenti quadri clinici.
L'affezione da protozoi, è la più pericolosa in termini di frequenza e gravità ed è causata da flagellati del genere Leishmania. Le leishmaniosi si manifestano con differenti quadri clinici, secondo la specie del patogeno trasmesso e possono colpire sia gli animali (leishmaniosi animale) sia l'uomo (leishmaniosi umana). La leishmaniosi animale rappresenta, nelle regioni mediterranee, la forma più grave per la frequenza con cui si contrae e per l'esito letale, e colpisce principalmente il cane. La leishmaniosi umana si manifesta come affezione cutanea (leishmaniosi cutanea, o bottone d'Oriente, e leishmaniosi tegumentaria americana) o viscerale (leishmaniosi viscerale o kala azar mediterraneo).
Fra i generi associati all'uomo, quelli di maggiore importanza sono il cosmopolita Phlebotomus e il neotropicale Lutzomyia.

## Sistematica

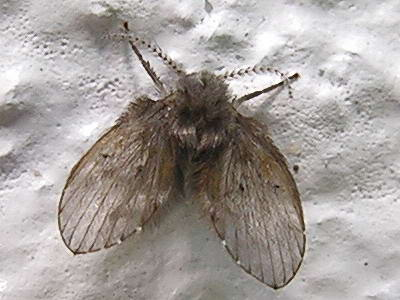
Clogmia albipunctata (= Telmatoscopus albipunctatus).

La famiglia comprende un numero indefinito di specie, dell'ordine di migliaia, molte delle quali ancora sconosciute. Come per altri ditteri, il tentativo di inquadrare tassonomicamente gli Psychodidae ha generato, nella seconda metà del XX secolo differenti interpretazioni basate sull'eterogeneità dei criteri. Una classificazione su base morfologica e funzionale tende a suddividere la superfamiglia degli Psychodoidea in più famiglie, in particolare distinguendo i flebotomi dagli Psychodidae sensu stricto. I generi minori venivano per lo più associati, secondo l'Autore, ai Phlebotomidae o agli Psychodidae sensu stricto, oppure, in qualche caso, elevati al rango di famiglia. Questa interpretazione trovò come principale sostenitore ROHDENDORF (1964, 1974), che individuava tre famiglie: Psychodidae sensu stricto, Nemapalpidae, Phlebotomidae. La separazione dei flebotomi, per quanto messa spesso in dubbio e non sempre condivisa, in assenza di acquisizioni significative dall'analisi filogenetica, ricorreva spesso nella letteratura dagli anni settanta agli novanta. Lo stesso HENNIG, i cui schemi tassonomici divergono in genere da quelli di ROHDENDORF, non seppe proporre un solido inquadramento alternativo, per quanto avanzò l'ipotesi di una soluzione del problema inquadrando questi ditteri in un'unica famiglia.

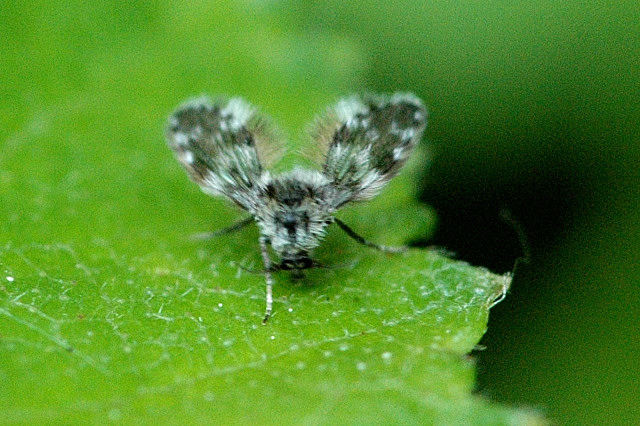
Clytocerus ocellaris.

L'inquadramento come unica famiglia fu proposto già agli inizi degli anni settanta da DUCKHOUSE (1973), con la suddivisione in sei sottofamiglie. Altre fonti tendono a raggruppare i generi Trichomyia, Sycorax e Horaiella nell'unica sottofamiglia Trichomyiinae, mentre trova più consenso la separazione dei Bruchomyiinae (Nemapalpidae sensu Rohdendorf) in un taxon distinto dai Phlebotominae, per quanto morfologicamente affine.
L'interpretazione più largamente diffusa, attualmente, è quella di considerare gli Psychodoidea composti da un'unica famiglia, quella degli Psychodidae, suddivisa nelle sei sottofamiglie, includendo perciò i generi Tricomyia, Sycorax e Horaiella in tre distinte sottofamiglie. L'albero tassonomico contempla perciò due famiglie più rappresentative e quattro "minori", tre delle quali sono monogeneriche. Ancora incerta è la suddivisione interna dei Phlebotominae, soprattutto in merito al rango assegnato a diversi taxa, considerati secondo le fonti generi o sottogeneri. Gli Psychodinae sono invece ripartiti in tribù, ma le fonti divergono in merito alla collocazione sistematica di diversi generi, all'interno delle tribù, nella denominazione delle tribù e nell'inquadramento dei sottogeneri.
- Bruchomyiinae. Generi: Bruchomyia, Eutonnoiria, Nemapalpus (syn. Nemopalpus)
- Horaiellinae. Genere: Horaiella
- Phlebotominae. Generi: Brumptomyia, Chinius, Lutzomyia, Phlebotomus, Sergentomyia, Warileya
- Psychodinae. Generi: Ancyroaspis, Alloeodidicrum, Atrichobrunettia, Bazarella, Berdeniella, Breviscapus, Brunettia, Chodopsycha, Clogmia, Copropsychoda, Clytocerus, Didicrum, Epacretron, Eremolobulosa, Eurygarka, Feuerborniella, Gerobrunettia, Jovamormia, Jungiella, Katamormia, Krivosheinoscopus, Lepimormia, Lepipneumia, Lepiseodina, Lobulosa, Logima, Maruina, Mormia, Neoarisemus, Nielseniella, Notiocharis, Oomormia, Panimerus, Parabazarella, Parajungiella, Paramormia, Paratelmatoscopus, Pericoma, Peripsychoda, Philosepedon, Phyllotelmatoscopus, Pneumia, Promormia, Psycha, Psychoda, Psychodocha, Psychodula, Psychomora,  Psychomormia, Psycmera, Rotundopteryx, Saraiella, Satchelliella, Satchellomyia, Sciria, Szaboiella, Taramormia, Telmatoscopus, Thornburghiella, Threticus, Tinearia, Tonnoiriella,  Trichopsychoda, Ulomyia, Yomormia, Ypsydocha
- Sycoracinae. Generi: Sycorax
- Trichomyiinae. Genere: Trichomyia

Diversi sono i reperti fossili appartenenti a questa famiglia. Si ritiene che la famiglia si sia evoluta in particolare nel Cenozoico, dato l'elevato numero di reperti datati a questa era, ma i più antichi ritrovamenti risalgono al Mesozoico. La presenza di caratteri fra i più primitivi e l'esistenza di relazioni gondwaniane fra le specie australi fanno ipotizzare che la famiglia si sia in realtà originata al passaggio fra il Permiano e il Triassico, risultando perciò uno dei più antichi taxa dell'ordine dei Ditteri.

## Distribuzione
Gli Psychodidae sono una famiglia cosmopolita, con una distribuzione particolarmente ampia della sottofamiglia degli Psychodinae. I Phlebotominae hanno anch'essi una distribuzione ampia, ma non sono presenti nelle isole del Pacifico, compresa la Nuova Zelanda. Dei Bruchomyiinae è cosmopolita il genere Nemapalpus, mentre Bruchomyia ed Eutonnoiria sono presenti rispettivamente nelle regioni neotropicale e afrotropicale. I Trichomyiinae hanno diffusione neartica, paleartica e afrotropicale. I Sycoracinae sono rappresentati nelle regioni paleartica, afrotropicale e australasiana. Gli Horaiellinae, infine, sono rappresentati esclusivamente nella regione orientale.
In Italia è segnalata la presenza di circa 140 specie, di cui diverse endemiche, appartenenti alle sottofamiglie degli Psychodinae, dei Phlebotominae e degli Sycoracinae. Fra le specie di maggiore interesse si annoverano i flebotomi e, in particolare, Phlebotomus papatasi, Phlebotomus perniciosus, Phlebotomus perfiliewi.